# Józef Stecewicz

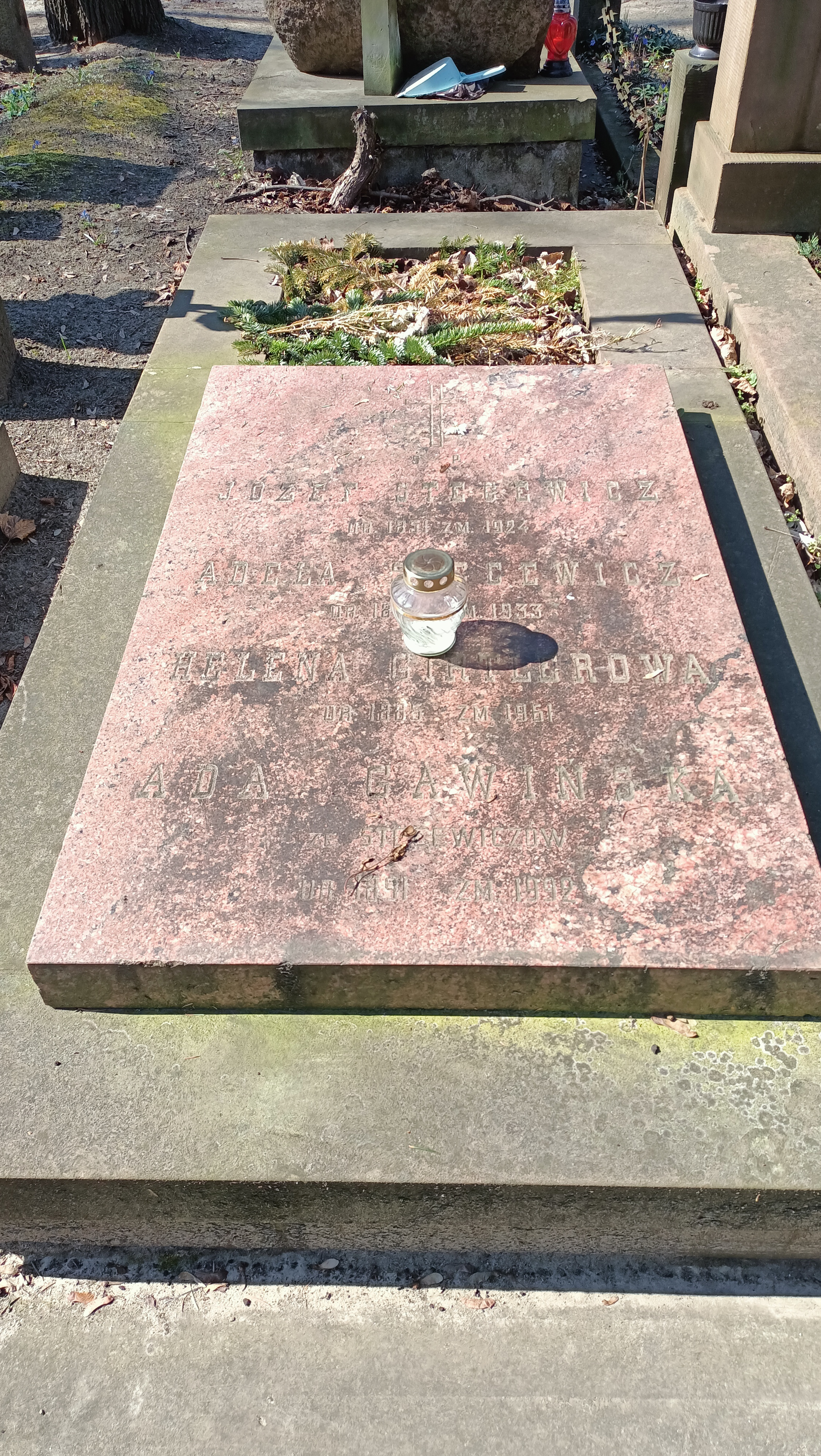
Grób Józefa Stecewicza na cmentarzu Powązkowskim w Warszawie

Józef Stecewicz herbu Leliwa (ur. 9 września 1851 w Oświeji, zm. 4 października 1924 w Warszawie) – polski inżynier kolejowy, profesor Instytutu Politechnicznego w Petersburgu, wyższy urzędnik kolei państwowych w II Rzeczypospolitej.

## Życie
Ukończył gimnazjum w Rydze (1870) Studiował na politechnice w Rydze (1870-1874), a w latach 1875-1879 w Instytucie Inżynierów Komunikacji, gdzie otrzymał dyplom inżyniera komunikacji (1879). Już w trakcie studiów pracował w Ministerstwie Dóbr Państwowych jako kierownik robót przy osuszaniu bagien poleskich (1877-1879), a po ich ukończeniu przy regulacji rzek w obwodzie kubańskim i okręgu batumskim (1880). Dzięki stypendium ministerstwa zapoznał się metodami nawadniania w trakcie podróży po Francji, Algierii, Hiszpanii i Anglii. Po powrocie w latach 1881-1884 pracował przy nawadnianiu stepów astrachańskich.
Od 1884 pracował w Ministerstwie Komunikacji, najpierw przy projektowaniu i budowie linii kolejowych Tambow—Saratow, Pokrowsk—Uralsk a potem przy eksploatacji kolei Orłowsko-Griażskiej i Liweńskiej (1884-1890). W latach 1893–1896 referent wydz. technicznego Departamentu Dróg Żelaznych w Ministerstwie Komunikacji, następnie zastępca  naczelnika wydz. technicznego Centralnego Zarządu Budowy Kolei Syberyjskiej (1896) i naczelnik wydz. budowy kolei Moskwa-Windawa i Petersburg-Witebsk (1897) a następnie od 1897 zastępca inżyniera budowy tych dwóch linii kolejowych. Był naczelnym inżynierem budowy sieci miejskich tramwajów elektrycznych w Petersburgu (1905-1913) i głównym inżynierem budowy zwodzonego mostu Pałacowego przez Newę (1911-1913) zaprojektowanego przez Andrzeja Pszenickiego. W latach 1905–1917 członek Rady Inżynieryjnej przy ministrze komunikacji.
Niezależnie od zajmowanych stanowisk równolegle był wykładowcą, a od 1897 po obronieniu dysertacji doktorskiej adiunktem w Instytucie Inżynierów Komunikacji w Petersburgu. W latach 1909–1913 był profesorem petersburskiego Instytutu Politechnicznego. Prowadził od 1884 rozległe badania dotyczące trwałości i parametrów torów kolejowych. Zaprojektował i wykonał specjalny przyrząd hydrauliczny do określenia naprężeń w szynach i sprężystości podkładów. Badania te zostały w 1889 nagrodzone przez ministra komunikacji. W 1898 opracował nowy typ szyny, nagrodzony srebrnym medalem na wystawie w Paryżu (1900), który znalazł zastosowanie przy budowie kolei transyberyjskiej. W okresie pracy dla zarządu miasta Petersburga prowadził prace dotyczące tramwajów elektrycznych oraz  odkształceń, wytrzymałości i sprężystości torów. Za prace techniczne i osiągnięcia naukowe został odznaczony przez Petersburską Akademię Nauk złotym medalem (1912).
W 1913 przeniósł się do Warszawy, gdzie kierował przygotowaniem projektu elektryfikacji kolei okręgu warszawskiego (1914) Realizację tego przedsięwzięcia uniemożliwił wybuch pierwszej wojny światowej. W latach 1914-1916 jako prywatny przedsiębiorca kierował budową dwóch dużych mostów na kolei Ołonieckiej w Karelii. Wydarzenia rewolucyjne w Rosji w 1917 spowodowały opuszczenie Petersburga i wyjazd na Ukrainę. Początkowo mieszkał w majątku Olszana (pow. zwinogrodzki) kierowanym przez jego zięcia Jarosława Sakowicza, następnie przeniósł się do Kijowa. Od jesieni 1917 był konsultantem technicznym Ministerstwa Komunikacji Ukraińskiej Republiki Ludowej. Do kraju wraz z rodziną udało mu się przedostać w czerwcu 1918.
Od grudnia 1918 pracował w Ministerstwie Komunikacji, początkowo na stanowisku przewodniczącego komitetu ds. odbudowy kolei zniszczonych w czasie wojny, a od lutego 1919 jako szef Sekcji Budowy i Sekcji Drogowej. W czerwcu 1919 został pełniącym obowiązki, a w grudniu tego roku prezesem Dyrekcji Budowy Kolei Państwowych. W 1922 przeszedł na emeryturę, ale nadal był przewodniczącym komitetu nowo budujących się kolei w Ministerstwie Kolei Żelaznych. W tym okresie publikował szereg artykułów o kolejnictwie w „Przeglądzie Technicznym”. 
2 maja 1923 został odznaczony Krzyżem Komandorskim Orderu Odrodzenia Polski „w uznaniu zasług, położonych dla Rzeczypospolitej Polskiej na polu organizacji kolejnictwa”.
Został pochowany na Cmentarzu Wojskowym na Powązkach w Warszawie.

## Publikacje
- О форме каналов и водосливов в пределах подпора, Санкт-Петербург 1886
- Об устойчивости железнодорожного пути, Санкт-Петербург 1897
- O warunkach urzeczywistnienia potrzebnej długości toru dróg żelaznych w Polsce („Przegląd Techniczny” t. 57: 1919),
- Zarys budowy nowych linii kolejowych w latach 1919-1921 („Przegląd Techniczny” t. 60: 1922, odb. W. 1922),
- Przyszły rozwój sieci kolejowej w Państwie Polskim („Przegląd Techniczny” t. 60: 1922),
- Budowa linii Kutno-Strzałków i Kokoszki-Gdynia („Przegląd Techniczny” t.  60: 1922)
- O rozstępie osi parowozowych i ich nacisku („Przegląd Techniczny” t. 62: 1924).

## Życie prywatne
Urodził się w rodzinie inteligenckiej, syn lekarza w Dryssie Rafała i Alicji ze Światopełk-Mirskich. Miał pięcioro rodzeństwa: brata Szymona i cztery siostry Alinę, Anielę, Ludwikę, i Marię. Od 1882 mąż Adeli z Klott von Heidenfeld (1855-1933). Mieli czworo dzieci: syna Władysława (1888-ok. 1910) i trzy córki Jadwigę (1883-1976) żonę Jarosława Sakowicza, Helenę (1885-1961) żonę Jana Girtlera i Adelę (1891-1992) żonę Stanisława Gawińskiego.